# 呂施利孔
吕施利孔（德語：Rüschlikon）是瑞士联邦苏黎世州豪尔根区的市镇。该市镇面积为2.93平方千米，海拔高度406米，2018年12月31日人口数为6,036。